# Heteromycophaga glandulosae
Heteromycophaga glandulosae är en svampart som beskrevs av P. Roberts 1997. Heteromycophaga glandulosae ingår i släktet Heteromycophaga, klassen Tremellomycetes, divisionen basidiesvampar och riket svampar.   Inga underarter finns listade i Catalogue of Life.